# Функ, Франц Ксавер фон
Франц Ксавер фон Функ (нем. Franz Xaver von Funk; 22 октября 1840; Абтсгмюнд — 24 февраля 1907; Тюбинген) — немецкий католический богослов, профессор патрологии, священник.

## Биография
Франц учился в школе в Эльвангене, а с 1859 года учился в Тюбингенском университете, где изучал философию и богословие, а затем филологию и политическую экономию. В 1863 году он получил степень доктора философии. В 1864 году он был назначен священником в епархию Роттенбурга. С 1865 по 1866 год он учился в Париже, а затем отправился в Тюбинген. Он был ассистентом у Карла Йозефа Гефеле, который впоследствии был епископом и консультантом на Первом Ватиканском Соборе. В 1870 году Функ стал экстраординарным профессором церковной истории, а в 1875 году он стал ординарным профессором церковной истории со специализацией в областях патрологии и христианской археологии в Тюбингенском университете.
Функ был одним из экспертов истории раннего христианства и патрологии. Его учебник по истории церкви пережил многочисленные издания и долгое время считался стандартом даже после его смерти. Функ пытался противодействовать тогдашней тенденции к переоценке средневекового богословия.
В 1890 году он был награжден почетным рыцарским крестом ордена Вюртембергской короны и ему было пожаловано дворянство. В 1903 году он был награжден комтурой второго класса ордена Фредерика.

## Сочинения
- Zins und Wucher. Eine moral-theologische Abhandlung, 1868.
- Geschichte des kirchlichen Zinsverbotes, 1876.
- Opera Patrum apostolicorum, 1881. v.1; v.2
- Die Echtheit der Ignatianischen Briefe, aufs neue verteidigt, 1883.
- Doctrina duodecim Apostolorum, 1887.
- Die Apostolischen Konstitutionen. Eine literar-historische Untersuchung, 1891.
- Das 8. Buch der Apostolischen Konstitutionen und die verwandten Schriften, auf ihr Verhältnis neu untersucht, 1893.
- Das Testament unseres Herrn und die verwandten Schriften, 1901.
- Lehrbuch der Kirchengeschichte, 1886; 4. Aufl. 1902.
- Didascalia et Constitutiones Apostolorum, 2 Bände, 1905 Band I, Band II.
- Kirchengeschichtliche Abhandlungen und Untersuchungen, Band I 1897, Band II 1899, Band III 1907.